# Tobolac
Tobolac (en serbe cyrillique : Тоболац) est un village de Serbie situé dans la municipalité de Trstenik, district de Rasina. Au recensement de 2011, il comptait 405 habitants.

## Démographie
| 1948 | 1953 | 1961 | 1971 | 1981 | 1991 | 2002 | 2011 |
| ---- | ---- | ---- | ---- | ---- | ---- | ---- | ---- |
| 608  | 631  | 614  | 576  | 577  | 582  | 485  | 405  |

|  |